# Tarcie opłucnowe
Tarcie opłucnowe – objaw osłuchowy; powstaje wskutek pocierania o siebie blaszek zmienionego zapalnie blaszek opłucnej ściennej i płucnej. Występuje w przebiegu procesów zapalnych i nowotworowych opłucnej.